# Christian Maggio
Christian Maggio, född 11 februari 1982 i Montecchio Maggiore, är en italiensk före detta fotbollsspelare. Han spelade under sin karriär för Italiens landslag.

## Karriär
I juli 2018 värvades Maggio av Benevento. Den 1 februari 2021 värvades Maggio av Lecce, där han skrev på ett halvårskontrakt.
Den 21 februari 2022 blev Maggio klar för en återkomst i Vicenza, där han skrev på ett halvårskontrakt. I juli 2022 meddelade Maggio att han avslutade sin fotbollskarriär.